# Judith Bakirya
Judith Bakirya est une agricultrice ougandaise de permaculture. Elle a été nommée l'une des 100 femmes de la BBC pour 2019. 

## Formation
Bakirya naît dans le district de Bugosa en Ouganda et grandit dans une ferme, même si elle n'at pas initialement l'intention d'être agricultrice. Enfant, en plus de travailler sur la ferme de sa famille, Bakirya et ses sœurs vont à l'école, grâce à l'aide de son père, un chef. Son succès à son école primaire la qualifie pour une bourse à la prestigieuse école secondaire, Mt St Mary's College Namagunga, chose qu'aucun autre élève de son école n'avait accompli. De là, elle se qualifie pour une bourse du gouvernement pour fréquenter l'université et obtient une maîtrise en santé et développement de l'université de Birmingham au Royaume-Uni. 

## Activités
En 2000, Bakirya quitte son emploi dans une ONG pour retourner à l'agriculture. En utilisant son épargne et un petit prêt de l'Association d'épargne et de crédit du village, elle fonde Busaino Fruits & Trees. En 2014, elle remporte le concours des meilleurs agriculteurs parrainé par Vision Group, l'ambassade des Pays-Bas en Ouganda, KLM Airlines et la dfcu Bank. Le prix inclut l'opportunité d'exposer à la Source of the Nile Agriculture Show et d'assister à des expositions agricoles aux Pays-Bas. Après cela, elle ouvre son propre centre d'exposition sur la médecine traditionnelle et la culture dans le district de Jinja en Ouganda. En 2017, elle crée l'Institut national d'agritourisme à Jinja pour promouvoir davantage l'agritourisme et l'éducation ougandais. 
Bakirya gère maintenant Busaino Fruits & Trees en tant que ferme fruitière agro-patrimoniale de plus de 1000 acres, avec un fort accent sur l'agrotourisme et l'éducation concernant les pratiques agricoles écologiquement durables. En 2019, ce travail lui vaut d'être reconnue comme l'une des « 100 femmes » de la BBC de l'année.